# قائمة صحفيي المطبوعات الأمريكيين
هذه قائمة مختارة من الصحفيين المطبوعين الأمريكيين ، بما في ذلك بعض الشخصيات الأكثر شهرة في صحافة الصحف والمجلات في القرن العشرين.

## صحفيو المطبوعات في القرن الحادي والعشرين
- سيسيليا بالي[الإنجليزية] (من مواليد 1974)، تغطي الحدود المكسيكية
- سانتو بياساتي[الإنجليزية]
- كاتيا سينجل[الإنجليزية]
- نيلسون كاسترو
- رون تشيرنو[الإنجليزية]
- تشارلز دوهيج
- جينز إريك جولد[الإنجليزية]
- لويد جروف - كاتب عمود ثرثرة في صحيفة نيويورك ديلي نيوز
- ماريا هول براون[الإنجليزية]
- ديفيد هارساني[الإنجليزية] – محرر، مجلة ناشيونال ريفيو
- أوليفر هولت
- جوين إيفيل
- مايك جونز
- ماري جوردان (صحفية)
- أفيري ييل كاميلا[الإنجليزية] - كاتبة عمود المطبخ النباتي لصحيفة بورتلاند برس هيرالد[الإنجليزية] / مين صنداي تيليجرام
- نيكولاس كريستوف
- خورخي لاناتا[الإنجليزية]
- جون ليلاند
- جوشوا ليون
- جلينيس ماكنيكول
- ستيف ميرسكي[الإنجليزية] - كاتب عمود في مجلة ساينتفك أمريكان
- إريك أولاندر[الإنجليزية]
- ماريا لورا سانتيلان[الإنجليزية]
- إريك شلوسر[الإنجليزية]
- سارة سكولز
- سوميني سينجوبتا[الإنجليزية]
- بول سبنسر سوخاتشيفسكي[الإنجليزية] - كاتب ومدرب كتابة ومحافظ على البيئة ومستشار اتصالات للمنظمات غير الحكومية الدولية
- جاكي سامرز[الإنجليزية] - كاتبة طعام
- كايتلين فينسي[الإنجليزية]
- ديفيد وارش[الإنجليزية] - صحفي حائز على جائزة جيرالد لوب ، نُشرت أعماله في وسائل الإعلام المطبوعة وغير المطبوعة
- إيمي ويسترفيلت[الإنجليزية] (مواليد 1978)
- توم ويلبر[الإنجليزية]
- بريان ويليامز
- بايج ويليامز (مؤلفة)[الإنجليزية]
- كاثي واي ويلسون  [لغات أخرى]‏
- جو يونان[الإنجليزية] - محرر الطعام والطعام وكاتب عمود نباتي في صحيفة واشنطن بوست

## اقرأ أيضا
- أبلجيت، إد. الصحفيون المدافعون عن حقوق الإنسان: قاموس سيرة ذاتية للكتاب والمحررين (دار سكيركرو للنشر، 2009).
- أشلي، بيري ج. الصحفيون الأمريكيون في الصحف: 1690-1872 (جيل، 1985؛ قاموس السيرة الأدبية، المجلد 43 )
- مكينرز، جوزيف. القاموس السيرة الذاتية للصحافة الأمريكية (1989)
- بانيث، دونالد. موسوعة الصحافة الأمريكية (1983)
- فون، ستيفن ل.، محرر. موسوعة الصحافة الأمريكية (2007)